# حکمت‌الله زین

حکمت‌الله زین (زاده ۰۶ خرداد ۱۳۷۶) یک تکواندوکار اهل افغانستان است. وی در مسابقات تکواندو قهرمانی آسیا ۲۰۲۱ در وزن منهای ۶۳ کیلوگرم مدال برنز را کسب کرد

## جوایز و مدال ها
مدال برنز مسابقات قهرمانی نوجوانان آسیا در جاکارتا سال ۲۰۱۳
مدال برنز مسابقات قهرمانی نوجوانان جهان در چین تایپه سال ۲۰۱۴
مدال نقره مسابقات انتخابی المپیک نوجوانان در چین تایپه سال ۲۰۱۴
مدال طلا مسابقات قهرمانی نوجوانان آسیا در تایپه سال ۲۰۱۵
مدال برنز جام باشگاه‌های آسیا در شارجه سال ۲۰۱۶
مدال برنز مسابقات تکواندو قهرمانی آسیا در مانیلا سال ۲۰۱۶
مدال طلا جام فجر در ساری سال ۲۰۱۷